# Engineering Information Management
Engineering Information Management (EIM) ist eine Businessfunktion in der Produktentwicklung und ganz besonders im Systems Engineering, die es Ingenieuren erlaubt, auf der Basis einer Single Source of Truth von Engineering-Daten zusammenzuarbeiten.
Im Gegensatz zu Produktdatenmanagement-Systemen und Product-Lifecycle-Management-Systemen steht hierbei nicht die Verwaltung von CAD-Daten und Technischen Zeichnungen im Vordergrund, sondern die Implementierung des V-Modells für Hardware-Entwicklung und damit ein Komplement zu den vorhergenannten Systemen.

## Umfang
EIM Systeme ermöglichen die Zusammenarbeit an allen wichtigen Aspekten des Systems Engineering Lebenszyklus wie z.B:
- Anforderungsmanagement
- Funktionales Design
- Produkt Architektur
- Systemdetaillierung und Simulation
- Verifikation und Validierung
- Dokumentation

EIM Systeme implementieren die Aktivitäten auf beiden Seiten des V-Modells. Statt dabei ausschließlich als Datenablage zu fungieren, steht dabei die Interaktion mit den Modellen und Daten im Vordergrund, womit z. B. Concurrent Engineering ermöglicht wird.
EIM ermöglicht daher an den Stellen die Optimierung von Produkten und Engineering Prozessen, an denen traditionelle Methoden wegen hoher Produkt- und Prozesskomplexität an ihre Grenzen stoßen.

## Interaktionen mit anderen Engineering Management Systemen
EIM Systeme interagieren direkt und indirekt mit anderen Tools in der Engineering Toolchain, wie z. B.:
- Simulations Software
- Automatisierte Hardware Test Software

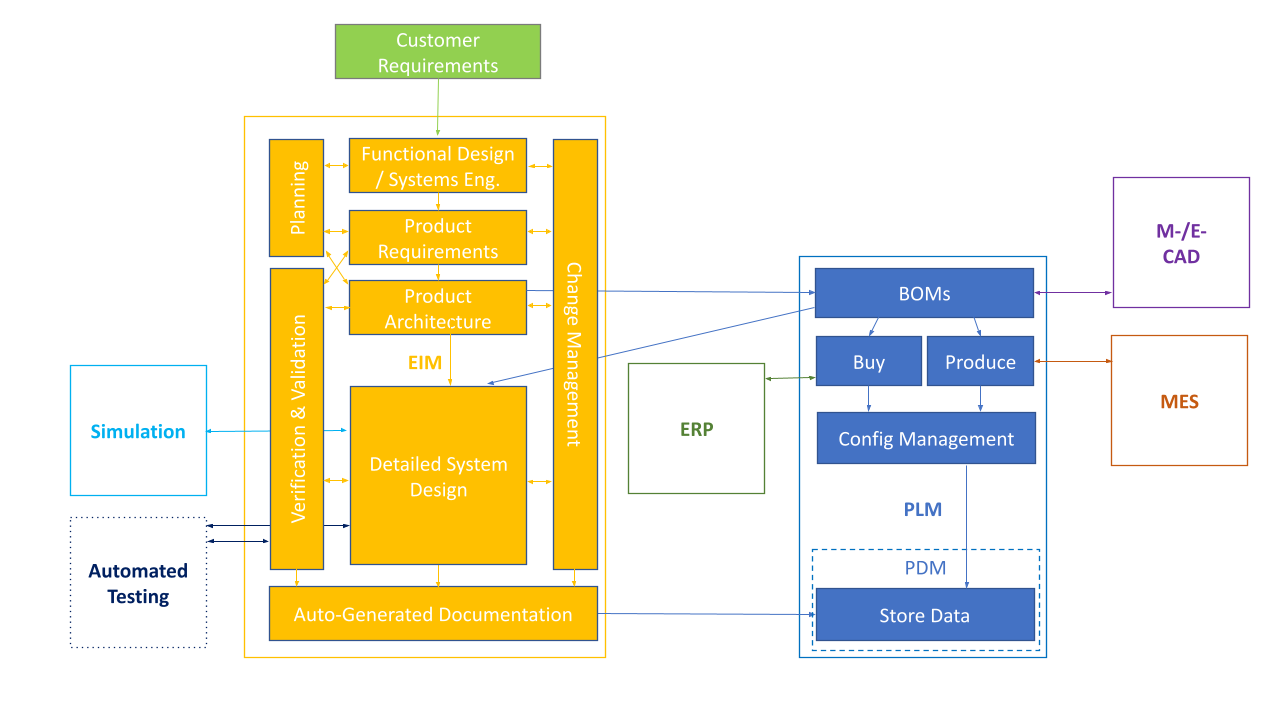
Engineering Information Management System interactions with other systems

- PLM und PDM Systeme
- ERP Tools
- MES Systeme
- MCAD and ECAD Tools